# Henrik Dam Kristensen

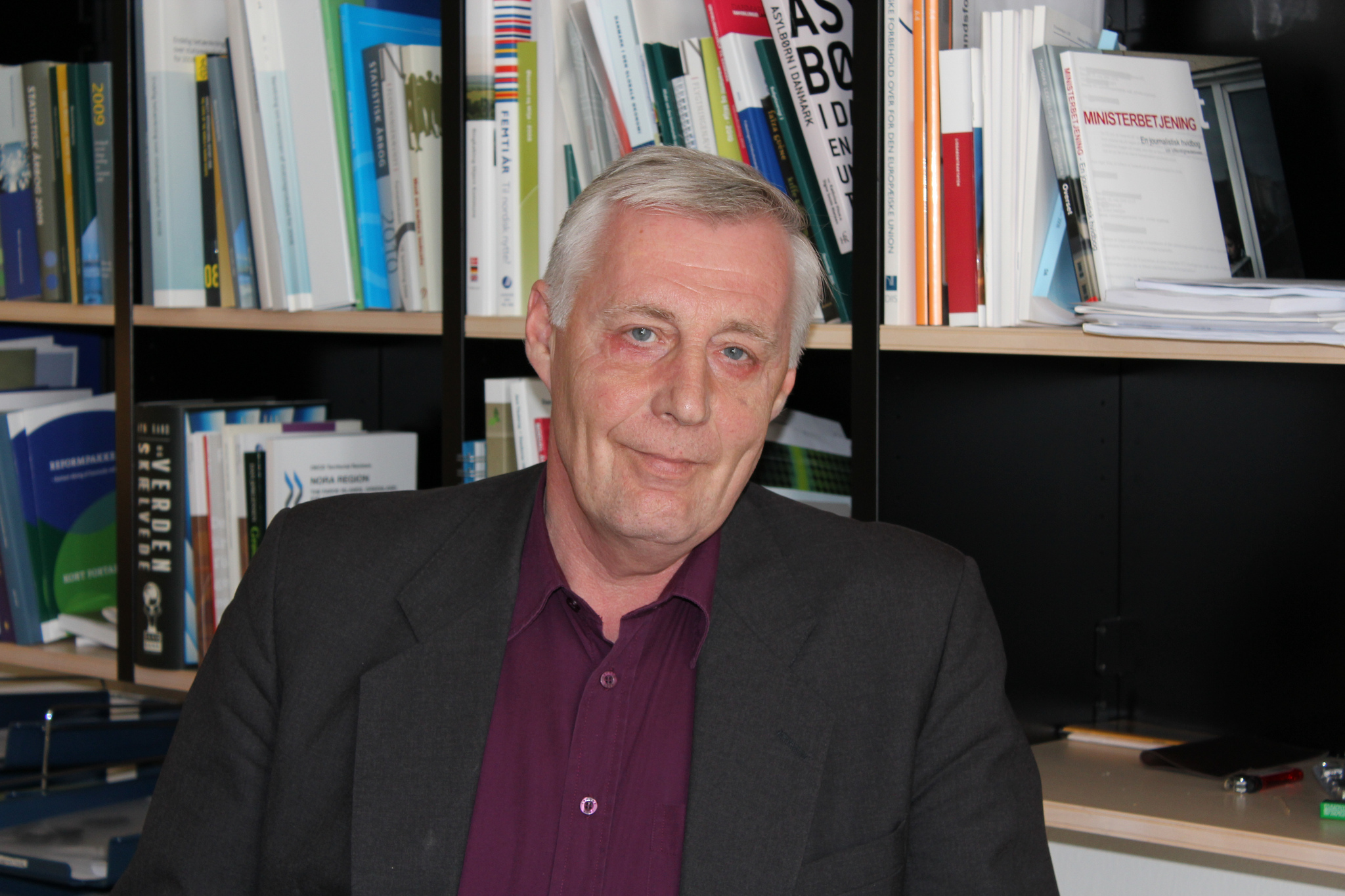
Henrik Dam Kristensen

Henrik Dam Kristensen (* 31. Januar 1957 in Vorbasse bei Billund) ist ein dänischer sozialdemokratischer Politiker. Er war von 2019 bis 2022 Präsident des Folketings.

## Leben
Dam Kristensen war 1978 bis 1986 als Landpostbote in Vorbasse tätig. Anschließend arbeitete er zwei Jahre lang für die Flüchtlingshilfe Dansk Flygtningehjælp in Grindsted. Von 1988 bis 1990 leitete er die Abendschule AOF Grindsted.
Er war Mitglied des dänischen Parlaments Folketing von 27. September 1990 bis 30. Dezember 2004 und Abgeordneter im EU-Parlament von 2004 bis 2006. Christel Schaldemose rückte am 15. Oktober 2006 für Kristensen in das EU-Parlament nach.
Dam Kristensen war Landwirtschafts- und Fischereiminister von 27. September 1994 bis 30. Dezember 1996, anschließend Ernährungsminister von 1996 bis 23. Februar 2000, danach Sozialminister bis 27. November 2001. Vom 3. Oktober 2011 bis 9. August 2013 bekleidete er das Amt des Verkehrsministers in der Regierung Thorning-Schmidt I. Nach seinem Ausscheiden aus dem Kabinett löste er Henrik Sass Larsen als Fraktionsvorsitzenden ab.
Im Zuge einer Umbesetzung in der Regierung Thorning-Schmidt II kehrte er am 10. Oktober 2014 als Arbeitsminister ins Kabinett zurück. Nach der Wahlniederlage 2015 wurde Kristensen wieder einfaches Parlamentsmitglied und war vom 1. Januar 2016 bis zum 1. Januar 2017 Präsident des Nordischen Rates, ein Posten, den er bereits 2011 innehatte. 2018 wurde Kristensen Fraktionssekretär der Sozialdemokraten im Folketing. Er war ab dem 3. Februar 2016 Mitglied des Präsidiums und vom 21. Juni 2019 bis zum 1. November 2022 Präsident des Folketings.